# Schlesinger, Davis & Co.

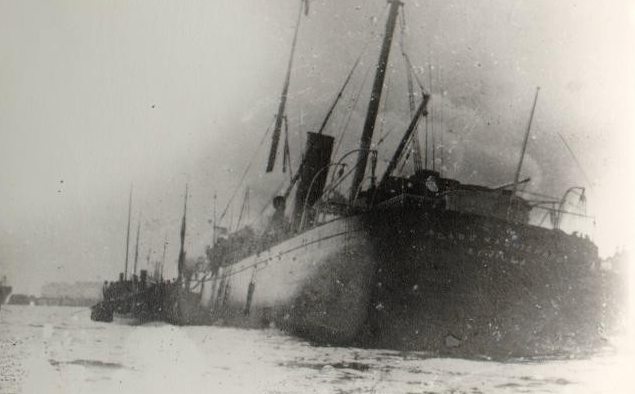
Die brennende Cabo Machichaco im Hafen von Santander

Schlesinger, Davis & Co. war eine Werft in Wallsend, einem Stadtteil von Newcastle upon Tyne, Vereinigtes Königreich. Sie wurde 1863 von Charles A. Schlesinger und Frederick B. Davis gegründet, beide hatten vorher auf verschiedenen Werften in Newcastle gearbeitet. Das erste Schiff wurde 1865 gebaut. Davis kaufte irgendwann vor 1881 Schlesingers Anteile an der Werft und führte sie hinfort selbst. 1882 wurde die Cabo Machichaco gebaut, deren Explosion 1893 im Hafen von Santander 590 Todesopfer forderte. Anfang der 1890er Jahre geriet Englands Schiffbauindustrie in eine Krise, im Zuge dessen meldete Schlesinger, Davis & Co. 1893 Insolvenz an. Insgesamt wurden in der 30-jährigen Firmengeschichte 167 Schiffe gebaut.

## Einzelnachweis
1. ↑  Shipbuilder: Schlesinger, Davis & Co, Wallsend (1865–1893). tynebuiltships.co.uk, abgerufen am 23. September 2012.